# كيث إل. وير
كيث إل. وير (بالإنجليزية: Keith L. Ware)‏ هو عسكري أمريكي، ولد في 23 نوفمبر 1915 في دنفر في الولايات المتحدة، وتوفي في 13 سبتمبر 1968 في Lộc Ninh ‏ في فيتنام.